# Kappamyces laurelensis
Kappamyces laurelensis är en svampart som beskrevs av Letcher & M.J. Powell 2005. Kappamyces laurelensis ingår i släktet Kappamyces och familjen Kappamycetaceae.   Inga underarter finns listade i Catalogue of Life.